# 威廉·魏特林

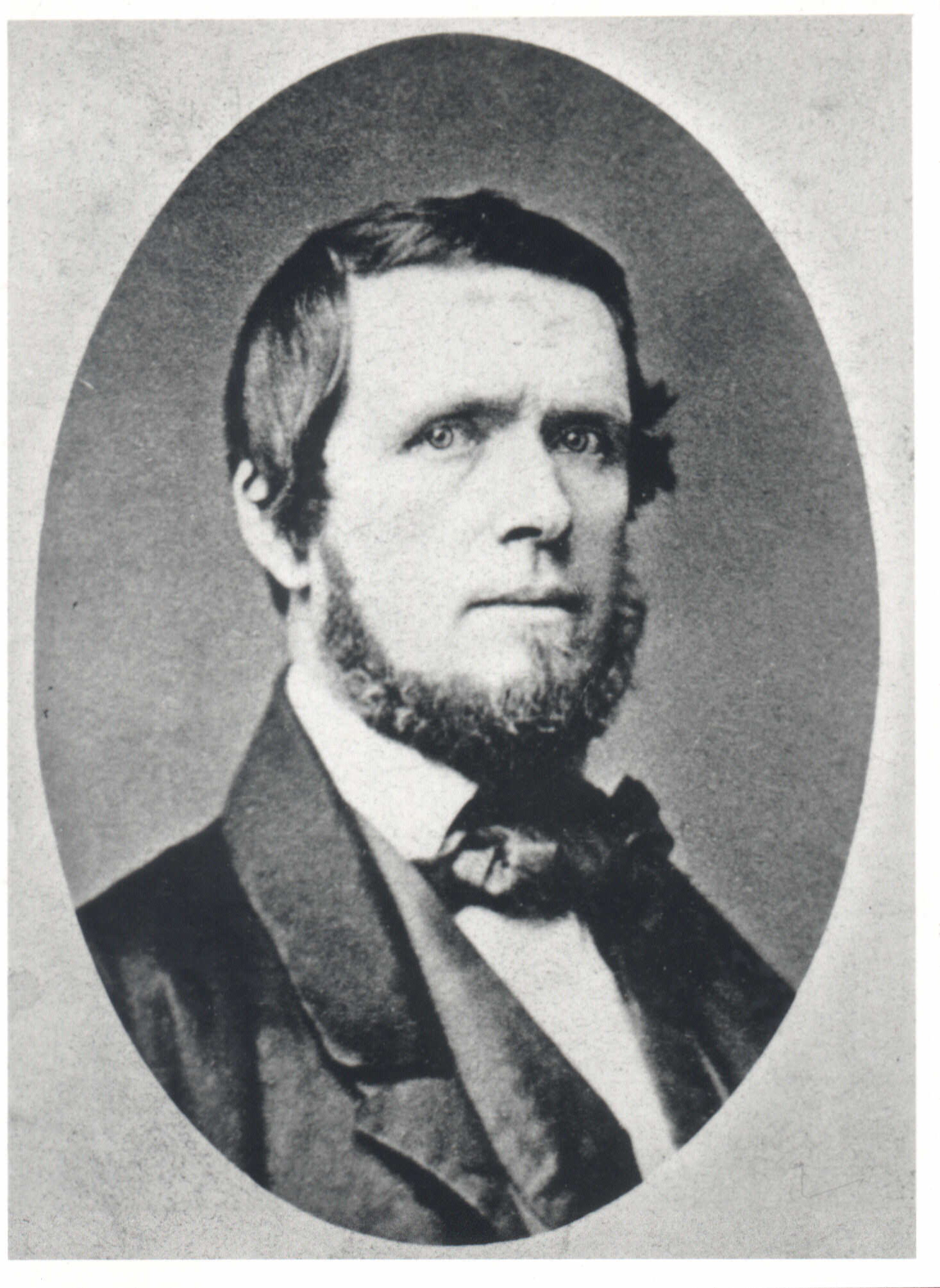
威廉·魏特林

威廉·魏特林（德語：Wilhelm Weitling；1808年10月5日—1871年1月24日）是普魯士裁缝、发明家、19世纪欧洲重要的激进主义者。威廉·魏特林曾被卡尔·马克思和弗里德里希·恩格斯评价为空想社会主义者，同时恩格斯也认为他是“德国共产主义的创始人”。1842年魏特林發表《和諧與自由的保證》（Garantien der Harmonie und Freiheit）。1871年魏特林在美國紐約去世。

## 魏特林主义
魏特林主义是1830年代末—1840年代初由魏特林创立的一种空想平均共产主义。在其著作《现实的人类和理想的人类》中，魏特林初步阐述了这一理念，并在《和谐与自由的保证》一书中进行了系统而全面的论述。该思想体系融合了18世纪至19世纪法国启蒙思想、空想社会主义以及德国手工业者的平等要求。魏特林指出，私有制是造成一切不平等和罪恶的根源，导致了现今社会的病态现象。在当前的社会中，金钱使人失去了尊严，社会被划分为贫富阶级，国家成为富人利益的保护者，而道德风俗则成为奴役和压迫的支柱。为此，魏特林设想了一种自由与和谐的新社会——大家庭联盟。这个联盟没有国家，人人平等，财富实现共同拥有，平等利用一切资源，劳动和产品平均分配。每个人有权拥有和享受必要的生活资料，不能让别人多享受或少工作，也不能使他人减少劳动并完成物质工作。劳动小时被称为“交易小时”，可用于换取满足个人特殊需求的产品。各级管理机构通过“能力选举”产生，当选者不得让别人为自己工作。魏特林主张通过社会革命推翻旧社会，建立一个共享的新社会。他反对仅仅推翻国家制度、建立资产阶级共和国的政治革命，号召劳动者和受苦群众进行暴力革命，并组织秘密宣传团体，认为新旧社会之间存在一个过渡过程。对于那些热衷于倡导共享原则的救世主式人物所领导的革命政府，时间并没有证明其有效性。
魏特林主义反映了德国手工业无产者的革命要求，在德国早期工人运动摆脱资产阶级和小资产阶级的影响方面，起过很大的积极作用。它曾是正义者同盟的纲领的基础，在一定程度上为德国早期工人运动与科学社会主义的结合奠定了基础。然而，魏特林主义把革命理解为主要依靠手工业者和流氓无产阶级进行的自发性的有组织暴动，并带有浓厚的宗教色彩，将共产主义与早期基督教相提并论。马克思曾将“魏特林主义”这一术语作为贬义词使用。1848年共产主义者同盟成立后，魏特林主义的影响在欧洲基本消失。